# Matthias Gärtner (Schauspieler)
Matthias Gärtner (* 1992 in Karlsruhe) ist ein deutscher Schauspieler.

## Leben
Matthias Gärtner wurde als Sohn eines Opernsängers in Karlsruhe, wo er auch aufwuchs, geboren. Sein Großvater stammt aus Berlin. Nach der Mittleren Reife machte er zunächst eine Ausbildung zum Forstwirt. Um anschließend seinen Lebensunterhalt zu finanzieren, arbeitete er fast zwei Jahre in einem Hostel am Berliner Alexanderplatz. Bei einem USA-Aufenthalt besuchte er einen Schauspielworkshop in Los Angeles und beschloss daraufhin, Schauspieler zu werden. Sein Schauspielstudium absolvierte er von 2014 bis 2018 an der Filmuniversität Babelsberg Konrad Wolf.
Bereits während des Studiums wirkte er in Kino- und TV-Produktionen mit, u. a. in der US-amerikanisch-deutschen Co-Produktion Bridge of Spies – Der Unterhändler (Regie: Steven Spielberg).
Seit 2016 ist er als regelmäßiger Gast am Hans Otto Theater in Potsdam engagiert, wo er u. a. in der deutschen Erstaufführung des Theaterstücks People Respect Me Now der schwedischen Autorin und Regisseurin Paula Stenström Öhmann (Regie: Annette Pullen) mitwirkte. 2018 gastierte er am Theater Neubrandenburg. In der Spielzeit 2018/19 übernahm er am Hans-Otto-Theater in Kristo Šagors Theaterstück Patricks Trick die Hauptrolle des jungen Patrick, der erfährt, dass sein Bruder mit einer Behinderung zur Welt kommen wird. In der Spielzeit 2019/20 spielte er am Hans-Otto-Theater eine der Hauptrollen in dem Kinderstück Gans du hast mein Herz gestohlen.
Gärtner wirkte in mehreren Kurzfilmen mit und drehte auch für das ZDF. Im 4. Fernsehfilm der Reihe Zimmer mit Stall (2020), die auf Das Erste ausgestrahlt wird, verkörperte er, an der Seite von Aglaia Szyszkowitz, Katja Weitzenböck und Anne-Marie Waldeck, den jungen Bräutigam Steffen. In der TV-Komödie Hochzeitsstrudel und Zwetschgenglück, die im November 2020 auf dem Sendeplatz Endlich Freitag im Ersten erstausgestrahlt wurde, spielte Gärtner an der Seite von Fanny Krausz den Münchner Kaffeebar-Inhaber Alex. In der 3. Staffel der ZDF-Serie Blutige Anfänger (2022) übernahm Gärtner eine der Episodenhauptrollen als tatverdächtiger Sprecher einer Gruppe, die in einem „Umsonstmarkt“ gespendete Lebensmittel verkauft. In der 26. Staffel der Fernsehserie In aller Freundschaft (2023) war er in einer dramatischen Episodenhauptrolle als Patient, der aus Verzweiflung die Amputation seines Beins verlangt, zu sehen. In der 23. Staffel der ZDF-Krimiserie Die Rosenheim-Cops (2023) hatte er eine weitere Episodenhauptrolle als tatverdächtiger Biathlet Lennard Breitenstein.
Gärtner spielt seit seiner Kindheit Klavier, Schlagzeug und Gitarre. Er lebt in Berlin.

## Filmografie (Auswahl)
- 2015: Bridge of Spies – Der Unterhändler (Kinofilm)
- 2017: Die Spezialisten – Im Namen der Opfer: Die Mädchen aus Ost-Berlin (Fernsehserie, eine Folge)
- 2018: Hotel Exil (Kurzfilm)
- 2019: Midnight Regulations (Kurzfilm)
- 2020: Zimmer mit Stall – Feuer unterm Dach (Fernsehreihe)
- 2020: Hochzeitsstrudel und Zwetschgenglück (Fernsehfilm)
- 2022: Blutige Anfänger: Weggeworfen (Fernsehserie, eine Folge)
- 2022: Jenseits der Spree: Alleingang (Fernsehserie, eine Folge)
- 2023: In aller Freundschaft: Mein freier Wille (Fernsehserie, eine Folge)
- 2023: Die Rosenheim-Cops: Jeder Sturz ein Treffer (Fernsehserie, eine Folge)